# 岩槻高齢者講習センター
岩槻高齢者講習センター（いわつきこうれいしゃこうしゅうセンター）は、埼玉県さいたま市にある、埼玉県警察が管理する運転免許試験場である。

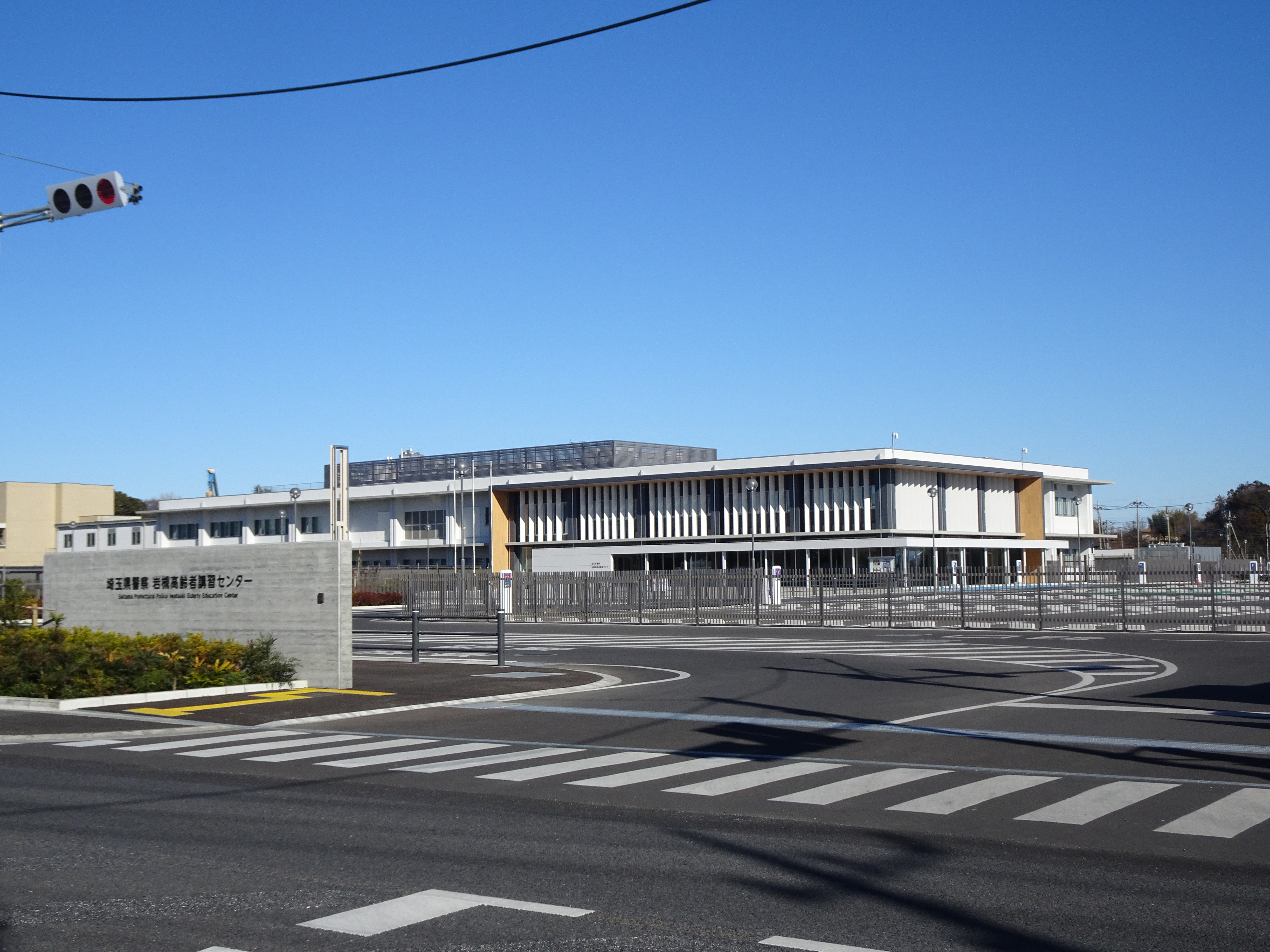
岩槻高齢者講習センター

## 施設概要
当施設は埼玉県警運転免許センター（鴻巣市）の付属機関として2024年5月27日にさいたま市岩槻区の旧埼玉県立小児医療センター跡地に開所された。
75歳以上の高齢者を対象としており、運転免許更新時における認知機能・運転技能の検査、また安全運転に関しての指導を行う。
このような高齢者講習及び認知機能検査などに特化した専用施設を都道府県警察が設置するのは、全国初の事例となる。
なお、講習及び検査などの手数料の支払いに関しては、埼玉県収入証紙が廃止された事に伴い2024年3月31日で使用終了（販売は2023年12月31日で終了）したことによって原則キャッシュレス化され、クレジットカード、交通系および流通系電子マネー、コード決済での支払いが求められている（ただし、窓口でキャッシュレス決済の対応が難しい方に限り、コンビニエンスストアや金融機関等で現金で支払う事も可能としている）。

### 併設されている設備
以下の併設施設（センター2階に設置）は誰でも利用可能となっている。
- - 体験施設（運転シミュレーター、健康体操、お口の健康ケア指導）
  - 食堂（※営業は平日のランチタイムのみ。なお、当センター周辺には飲食店やコンビニエンスストアが少ない）

午前11時30分から午後1時までの営業。
メニューはカレーライス、丼物、麺類（ラーメン、うどん）を提供している。

## アクセス
- JR宇都宮線蓮田駅 東口から
  - 徒歩で約25分(距離約1.8km)
  - さいたま市乗合タクシー「おりづる号」の「岩槻高齢者講習センター」行きに乗車、終点で下車(岩槻駅西口から利用可)。

※本数が少ないため、事前にさいたま市のホームページにて時刻表を確認する必要あり。
- JR宇都宮線東大宮駅 東口から
  - 国際興業バス「アーバンみらい循環」に乗車、「ファミリータウン入口」で下車、徒歩で約15分